# Andrena gnaphalii
Andrena gnaphalii is een vliesvleugelig insect uit de familie Andrenidae. De wetenschappelijke naam van de soort is voor het eerst geldig gepubliceerd in 1938 door Cockerell.